# Àngel Alsina Pastells
Ángel Alsina i Pastells és un matemàtic i catedràtic de Didàctica de les Matemàtiques a la Universitat de Girona.
Àngel estudiarà la carrera d'educació per ser mestre, amb especialització en matemàtiques. Maria Antònia Canals i Tolosa serà la seva professora. Després va estudiar el màster en educació i més tard es va especialitzar en educació primària. Ha escrit llibres de didàctica de les matemàtiques que han servit com a referència per a l'educació matemàtica.

## Llibres
- APRENDRE A USAR LES MATEMATIQUES